# Frantoio
Frantoio es una variedad de olivo originaria de la región de la Toscana (Italia). 
Destinada a la producción de aceite de oliva, es una variedad temprana que presenta unas características organolépticas muy aromáticas, afrutadas, y con ligero amargo y picante de guindilla.

## Producción
Además de en la región de la Toscana y otras zonas italianas, en España está presente de manera puntual en Castilla-La Mancha y de manera más asentada en los entornos de Baeza, provincia de Jaén, en régimen intensivo.

## Verticillium
Como característica distintiva, la variedad de olivo Frantoio presenta gran resistencia al patógeno Verticillium, hongo ocasionante de la enfermedad verticilosis.